# Crotalaria crispata
Crotalaria crispata är en ärtväxtart som beskrevs av George Bentham. Crotalaria crispata ingår i släktet sunnhampor, och familjen ärtväxter. Inga underarter finns listade i Catalogue of Life.